# 小行星8518
小行星8518（英語：8518）是一颗围绕太阳公转的小行星。1992年2月29日，烏普薩拉－ESO小行星及彗星巡天在拉西拉天文台发现了此天体。
这颗小行星的绝对星等为235.1949639830476等。